# 23048 Davidnelson
23048 Davidnelson este un asteroid din centura principală de asteroizi.

## Descriere
23048 Davidnelson este un asteroid din centura principală de asteroizi. A fost descoperit pe 6 decembrie 1999 la Socorro, New Mexico, în cadrul proiectului LINEAR. Asteroidul prezintă o orbită caracterizată de o semiaxă mare de 2,68 ua, o excentricitate de 0,11 și o înclinație de 4,8° în raport cu ecliptica.